# Selección femenina de rugby playa de Paraguay
La selección de rugby playa de Paraguay es el representativo de dicho país en las competencias internacionales oficiales de rugby desarrolladas en playa.

## Plantel

### Juegos Suramericanos 2019
| Paraguay Playa Femenino |
| ----------------------- |
| Ingrid Alfonso          |
| Cecilia Benza           |
| Keila Bordón            |
| Giuletta Romero         |
| Cinthia Cristaldo       |
| Paula Denis             |
| Andrea Vallejos         |
| Sophie Torales          |
| Lucero Viveros          |
| Araceli Nicolini        |

## Participación en copas

### Juegos Suramericanos
- Punta del Este y Montevideo 2009: 5º puesto
- Manta 2011: no participó
- La Guaira 2014: no participó
- Rosario 2019: 3º puesto [2]
- Santa Marta 2023: No participó

### Juegos Bolivarianos de Playa
- No ha participado

## Palmarés
- Juegos Suramericanos: 
  -  Medalla de bronce: 2019